# CUE (9nine의 음반)
CUE(큐)는 2013년 3월 13일에 발매예정인 9nine의 네 번째 앨범, 리뉴얼후 두 번째 앨범이다.

## 개요
전작「9nine」으로부터 약 1년만에 나온 음반이다. 「통상판」외에도 특전으로 DVD・특전CD 3장묶음의 「초회생산한정판A」, 24P포토북・DVD가 달려있는 「초회생산한정판B」의 3가지 형태로 발매되었다.
타이틀의 「CUE」는 9nine의 9'라는 의미외에도 계기(きっかけ)라는 의미로 이 음반을 들은 사람의 무엇인가의 계기가 되었으면하는 생각이 담겨져있다.
또한 3월 12일은 이케부쿠로 선샤인시티, 16일에는 이온레이크타운 kaze, 17일에는 오사카・아베노큐즈몰에서 릴리즈 이벤트가 개최되었다.
「벚꽃, 흔들려 (桜、ゆれる)」는 2013년 2월 20일에 방송된 K・WEST ENTAME GENERATION에서 첫 온에어되었다.

「CANDY」는 2013년 2월 21일에 방송된 STROBE NIGHT!에서 첫 온에어되었다.

「I am...」는 2013년 2월 26일에 방송된 사타케우키의 우주를 청소하는 라디오 (佐武宇綺の宇宙を綺麗にするラジオ에서 첫 온에어되었다.

그 외 다른 곡들은 발매전날인 2013년 3월 12일에 방송된 사타케우키의 우주를 청소하는 라디오 (佐武宇綺の宇宙を綺麗にするラジオ)에서 온에어되었다.

## 수록곡
1. 유성의 입맞춤 [5 : 07]
2. :  작사 : 市川喜康, 작곡 : TSUKASA, 편곡 : ha-j
3. 벚꽃, 흔들려 (桜、ゆれる) [4 : 50]
4. :  작사 : 市川喜康, 작곡 : 加藤裕介, 편곡 : ha-j
5. 9nine [4 : 33]
6. :  작사 : U-ka, 작곡 : Integral Clover, 편곡 : 飛内将大
7. I am... [4 : 32]
8. :  작사 : TomoMi, 작곡 : Gyo Kitagawa・Tomokazu Miura, 편곡 : Hiroshi Okazaki
9. CANDY [3 : 24]
10. :  작사・작곡・편곡 : tofubeats
11. Sparkling Days [4 : 24]
12. :  작사 : 唐沢美帆・原一博, 작곡 : 原一博, 편곡 : h-wonder
요시이 카나에 솔로곡
13. One Kiss [4 : 10]
14. :  작사 : Izumi Soratani, 작곡 : IMAGAWA TAKUYA, 편곡 : 飛内将大
15. Precious [4 : 02]
16. :  작사 : 恋-REN-・長沼良, 작곡 : 長沼良, 편곡 : 横山裕章
니시와키 사야카 솔로곡
17. 3three [3 : 43]
18. :  작사・작곡・편곡  :  前山田健一
사타케 우키・무라타 히로나・카와시마 우미카의 유닛곡
19. White Wishes [5 : 20]
20. :  작사 : 小林夏海, 작곡 : 浅利進吾, 편곡 : ha-j
21. Brave [4 : 13]
22. :  작사 : 市川喜康, 작곡 : 加藤裕介, 편곡 : 鈴木雅也
23. SMILE & TEARS [4 : 19]
24. :  작사 : 小林夏海, 작곡 : 浅利進吾, 편곡 : ha-j
25. 이 얼! 강시 feat. 하오하오! 강시걸 [3 : 35]
26. :  작사 : 酒井健作・濱谷晃一, 작곡 : 岩崎太整, 편곡 : 高野政所 a.k.a DJ JET BARON

## 초회특전
초회생산한정판A
- 특전CD
  1. Cross Over (tofubeats remix)
  2. SHINING☆STAR (tofubeats remix)
  3. 夏 wanna say love U (tofubeats remix)
  4. 치쿠타쿠☆2NITE (tofubeats remix)
  5. 소녀 여행자 (tofubeats remix)
- DVD
  1. 유성의 입맞춤 (Music Video)
  2. Brave (Music Video)
  3. 이 얼! 강시 feat. 하오하오! 강시걸 (Music Video)
  4. White Wishes (Music Video)
  5. colorful (Music Video)

초회생산한정판B
- 24P포토북
- DVD
  1. Cross Over (Dance Shot Ver.)
  2. SHINING☆STAR (Dance Shot Ver.)
  3. 여름 wanna say love U (Dance Shot Ver.)
  4. 치쿠타쿠☆2NITE (Dance Shot Ver.)
  5. 소녀여행자 (Dance Shot Ver.)
  6. 유성의 입맞춤 (Dance Shot Ver.)
  7. Brave (Dance Shot Ver.)
  8. 이 얼! 강시 feat. 하오하오! 강시걸 (Dance Shot Ver.)
  9. White Wishes (Dance Shot Ver.)
  10. colorful (Dance Shot Ver.)

각종공통특전
- 오리지널 트레이드카드 (전6종)